# Audra McDonald
Audra Ann McDonald (ur. 3 lipca 1970 w Berlinie) – amerykańska aktorka i wokalistka. Laureatka m.in. sześciu nagród Tony, dwóch Grammy i jednej nagrody Emmy.